# Масимо Карера
Масимо Карера (на италиански: Massimo Carrera) е бивш италиански футболист и настоящ треньор по футбол.

## Кариера

### Кариера като футболист

#### Клубна кариера
Масимо Карера започва кариерата си в малкия отбор Про Сесто. През следващите няколко сезона сменя няколко отбора, преди да се присъедини към Бари през 1985. След като записва пет силни сезона с Петлетата е привлечен в гранда Ювентус от Джовани Трапатони, като и при Трапатони, а по-късно и при Марчело Липи е титуляр. С Бианконерите печели требъл през 1995, Купата на УЕФА през сезон 1992/93 и Шампионската лига през 1996 година. През 1996, отново след пет успешни години, е трансфериран в Аталанта. В отбора от Бергамо остава до 2003 година, когато на 39 години преминава в Наполи. С Неаполитанците играе един сезон, преди да премине в Тревисо, а след това в Про Верчели, където на 44-годишна възраст приключва кариерата си през 2008 г.

#### Национален отбор
За Скуадра адзура дебютира през 1992, но дебютът му остава единственият му мач за националния отбор.

### Кариера като треньор
Година след като спира с футбола, Карера започва работа в детско-юношеската академия на Ювентус. През 2012 води и първия тим, след като Антонио Конте бива дисквалифициран. След като Конте се завръща начело на тима, Карера остава в треньорския щаб като помощник-треньор. След като Конте бива избран за национален селекционер, Карера отново е част от националния отбор. След като Конте напуска Скуадра адзура след края на Евро 2016, Масимо Карера става помощник-треньор на Дмитрий Аленичев в Спартак Москва. Скоро след това Аленичев напуска треньорския пост, и Карера застава временно начело на отбора. Благодарение на добрите си резултати начело на отбора, Карера е оставен за постоянно на треньорския пост, и извежда тима до титлата още в първия си сезон начело.

## Успехи

### Като футболист
Бари
- Шампион на Серия Б (1): 1988/89

 Ювентус
- Шампион на Италия (1): 1994/95
- Носител на Купата на Италия (1): 1994/95
- Носител на Суперкупата на Италия (1): 1995
- Победител в Шампионската лига (1): 1995/96
- Носител на Купата на УЕФА (1): 1992/93
- Носител на Суперкупата на УЕФА (1): 1996
- Междуконтинентален шампион (1): 1996

### Като треньор
Ювентус
- Шампион на Италия (2): 2012/13, 2013/14
- Носител на Суперкупата на Италия (2): 2012, 2013

 Спартак Москва
- Шампион на Русия (1): 2016/17
- Носител на Суперкупата на Русия (1): 2017